# 1. oktober
1. oktober er dag 274 i året i den gregorianske kalender (dag 275 i skudår). Der er 91 dage tilbage af året.
- Remigius dag. Remigius (cirka 438-533) bliver biskop i Reims som 22-årig og er Frankrigs skytshelgen. Han dør 96 år gammel i 533.
- FN's Internationale dag for ældre.
- Den Internationale Vegetardag.

### Begivenheder
Født - Dødsfald
- 331 f.Kr. - Perserkongen Dareios 3. besejres af Alexander den Store ved Arbela.
- 312 f.Kr. - Den "seleukidiske tidsregning" indledes efter at den makedoniske hærfører Seleukos 1. Nikator erobrer Babylon.
- 1795 - Belgien bliver en del af den franske republik.
- 1838 - Den britiske hær invaderer Afghanistan for at hindre russisk indflydelse.
- 1857 - Lars Bjørnbak åbner Viby højere Landboskole.
- 1878 - Tidligere slaver gør oprør på St. Croix. I Frederiksted angribes fortet, og en stor del af byen bliver brændt af. De hvide må søge tilflugt i kirken. Oprøret nedkæmpes, og 6 dage efter bliver de første dødsdømte oprørere hængt.
- 1880 - Fremstilling af elektriske pærer påbegyndes i "The Edison Lamp Works" i New Jersey.
- 1884 - Dagbladet Politiken udkommer for første gang.
- 1896 - Dagbladet Kristeligt Dagblad bliver grundlagt af mænd fra Indre Mission som en modvægt til den kultur- og åndskamp, der prægede perioden, ikke mindst som modvægt til »Politiken«, der så verden 12 år tidligere.
- 1908 - Den første Ford T model produceres i Detroit. Verdens mest populære bil indtil fremkomsten af folkevognen.
- 1914 - De første canadiske tropper afsejler til England.
- 1918 - En engelsk/arabisk hær under Lawrence of Arabia og emir Faisal erobrer Damaskus.
- 1919 - Ny retsplejelov træder i kraft.
- 1928 - Sovjetunionen lancerer første 5-årsplan, der skal forøge landbrugs- og industriproduktionen.
- 1936 - De spanske oprørere i borgerkrigen udpeger general Franco til statschef.
- 1938 - Tyske tropper rykker ind i Sudeterland, som nu af Hitler erklæres for befriet.
- 1943 - Aktion mod de danske jøder bliver en fiasko, da tyske embedsmænd forinden har advaret ledende danskere.
- 1943   - De allierede rykker ind i Napoli.
- 1943   - Den Grafiske Højskole i København bliver indviet.
- 1946 - Dom afsiges i Nürnbergprocessen.
- 1949 - Folkerepublikken Kina dannes med Mao Zedong som formand.
- 1950 - Det danske Flyvevåben oprettet som selvstændigt værn. Der er tale om en sammen-lægning af Hærens Flyvertropper og Marinens Flyvevæsen.
- 1952 - Kafferationeringen fra besættelsestiden ophæves i Danmark.
- 1960 - Nigeria opnår uafhængighed indenfor Commonwealth.
- 1960   - Cypern bliver selvstændigt.
- 1971 - Disneyworld, verdens største forlystelsespark, åbner i Florida.
- 1971   - Hollænderen Joseph Luns afløser italieneren Manilo Brosio som NATOs generalsekretær.
- 1973 - Danmark indfører loven om fri abort.
- 1974 - Watergate retssagen indledes. John Erlichman, H.R. Haldeman og John Mitchell findes skyldige ved domsafsigelsen det følgende år.
- 1974   - Måløv Bibliotek åbner i byens gamle mejeri.
- 1976 - Gunnar "Nu" Hansen forlader Danmarks Radio efter 41 år.
- 1978 - Tuvalu bliver selvstændig.
- 1981 - Med støtte fra LO genudkommer Demokraten i Århus. Bladet lukker igen i 1984.
- 1982 - Helmut Kohl afløser den vesttyske kansler Helmut Schmidt.
- 1984 - Det nye naturgasnet i Danmark indvies.
- 1986 - I EF's bygning i Bruxelles afholdes kongres for prostituerede fra hele verden for at diskutere AIDS, narko og overgreb fra kunder.
- 1987 - Los Angeles rammes af jordskælv.
- 1988 - TV 2 begynder at sende.
- 1989 - Et homoseksuelt par bliver som de første i verden viet på Københavns Rådhus.
- 1990 - Tændte lygter bliver obligatorisk hele døgnet for alle motorkøretøjer.
- 1996 - Poul Erik Skov bliver formand for SiD efter Hardy Hansen.
- 2001 - En tidligere irakisk militærchef, som befinder sig i Sorø i Danmark, mistænkes for krigsforbrydelser.
- 2004 - Operaen overdrages af A.P. Møller og Hustru Chastine Mc-Kinney Møllers Fond til almene Formaal  til Staten.
- 2004 - TV 2 Charlie går i luften.
- 2005 - En dansk soldat blev dræbt og to alvorligt kvæstet af en vejsidebombe i Basra i det sydlige  Irak.
- 2005   - Terrorbombning på Bali. En serie bomber spredte død og ødelæggelse i tre turistbyer på Bali. Der meldes om mindst 26 omkomne.
- 2006 - DSB indfører en rejsegaranti hvilket betyder at passagerer kan få en ny billet eller penge, hvis deres tog er mere end en halv time forsinket.
- 2008 - 25-øren udgår som gyldigt dansk betalingsmiddel.
- 2011 - Danmark sætter varmerekord i oktober med 26,9 °C målt i Sønderjylland
- 2012 - Den nye lukkelov træder i kraft, og butikker kan nu som hovedregel holde åbent alle ugens dage året rundt.

### Født
- 1207 - Henry 3., konge af England 1216-1272 (død 1272).
- 1844 - Orla Rosenhoff, dansk komponist og musikpædagog (død 1905).
- 1858 - Alexander Foss, dansk ingeniør, direktør og politiker (død 1925).
- 1865 - Paul Dukas, fransk komponist (død 1935).
- 1881 - William Boeing, flyingeniør og grundlægger af Boeing-flyfabrikkerne (død 1956).
- 1891 - Svend Methling, dansk skuespiller (død 1977).
- 1903 - Vladimir Horowitz, amerikansk pianist (død 1989).
- 1908 - Herman D. Koppel, dansk komponist (død 1998).
- 1910 - Bonnie Parker, amerikansk gangster, kendt som den ene halvdel af Bonnie og Clyde (død 1934).
- 1912 - Anders Andersen, bonde og venstrepolitiker (død 2006).
- 1912   - Kathleen Ollerenshaw, britisk matematiker (død 2014).
- 1913 - Mads Eg Damgaard, dansk tæppefabrikant og politiker (død 1999).
- 1913   - Pierre Wemaëre, fransk billedkunstner (død 2010).
- 1918 - Nathalie Lind, dansk politiker og justitsminister (død 1999).
- 1920 - Walter Matthau, amerikansk skuespiller (død 2000).
- 1921 - James Whitmore, amerikansk skuespiller (død 2009).
- 1922 - Chen Ning Yang, kinesisk-amerikansk fysiker.
- 1924 - Jimmy Carter, USA's præsident (1977-1981) (død 2024).
- 1924 - William Rehnquist, amerikansk advokat og jurist (død 2005).
- 1926 - Knud Hovaldt, dansk solotrompetist (død 2001).
- 1930 - Philippe Noiret, fransk filmskuespiller (død 2006).
- 1930 - Richard Harris, irsk skuespiller (død 2002).
- 1935 - Julie Andrews, engelsk sangerinde og skuespillerinde (Mary Poppins).
- 1936 - Mogens Winkel Holm, dansk komponist (død 1999).
- 1941 - Lars Knutzon, dansk skuespiller og instruktør.
- 1947 - Aaron Ciechanover, israelsk biolog og læge.
- 1947 - Stephen Collins, amerikansk skuespiller.
- 1948 - Jens Klüver, dansk jazzmusiker.
- 1949 - André Rieu, hollandsk violinist.
- 1950 - Randy Quaid, amerikansk skuespiller.
- 1956 - Theresa May, engelsk premierminister.
- 1958 - Tammi Øst, dansk skuespillerinde.
- 1966 - George Weah, tidligere fodboldspiller og politiker i Liberia.
- 1975 - H. Roland J., dansk filmproducer og filminstruktør.
- 1982 - Louise Svalastog Spellerberg, dansk håndboldspiller.

### Dødsfald
- 1684 - Pierre Corneille, fransk dramatiker (født 1606).
- 1873 - Sir Edwin Landseer, britisk maler og billedhugger (født 1802).
- 1874 - Ludvig Bødtcher, dansk digter (født 1793).
- 1875 - Frederik Georg Julius Moltke, dansk politiker og udenrigsminister (født 1825).
- 1911 - Wilhelm Dilthey, tysk filosof (født 1833).
- 1919 - Sophus Birket-Smith, dansk overbibliotekar og litteraturhistoriker (født 1838).
- 1929 - Antoine Bourdelle, fransk billedhugger og maler (født 1861).
- 1941 - Palle Rosenkrantz, dansk forfatter (født 1867).
- 1972 - Louis Leakey, britisk arkæolog og antropolog (født 1903).
- 1979 - Dorothy Arzner, amerikansk filminstruktør (født 1897).
- 1979   - Roy Harris, amerikansk komponist (født 1898).
- 1985 - E. B. White, amerikansk journalist og forfatter (født 1899).
- 2011 - Sven Tumba, svensk ishockeyspiller (født 1931).
- 2012 - Eric Hobsbawm, britisk marxistisk historiker (født 1917).
- 2018 - Charles Aznavour, armensk-fransk sanger (født 1924).
- 2020 - Wivi Leth, dansk børnebogsforfatter (født 1941).

- 2015 - Ole Feldbæk, dansk historiker og professor (født 1936).

|  | Denne datoartikel kan blive bedre, hvis der indsættes et (bedre) billede Du kan hjælpe ved at afsøge Wikimedia Commons for et passende billede eller uploade et godt billede til Wikimedia Commons iht. de tilladte licenser og indsætte det i artiklen. |